# Leipisaari (ö i Satakunta)
Leipisaari är en ö i Finland. Den ligger i sjön Isojärvi och i kommunerna Siikais och Påmark och landskapet Satakunta, i den sydvästra delen av landet, 240 km nordväst om huvudstaden Helsingfors. Öns area är 1,9 hektar och dess största längd är 190 meter i öst-västlig riktning.